# Kolumbianisch-osttimoresische Beziehungen
Die kolumbianisch-osttimoresischen Beziehungen beschreiben das zwischenstaatliche Verhältnis von Kolumbien und Osttimor.

## Geschichte
1998 führte der osttimoresische Friedensnobelpreisträger José Ramos-Horta als Vermittler erfolgreich Verhandlungen mit der kolumbianischen Ejército de Liberación Nacional, um die Befreiung von 15 Geiseln.
Kolumbien und Osttimor nahmen diplomatische Beziehungen am 20. Mai 2002 auf, am Tag, als Osttimor in die Unabhängigkeit entlassen wurde. Bisher gibt es keine weiteren bilateralen Verträge zwischen den beiden Ländern.

## Diplomatie

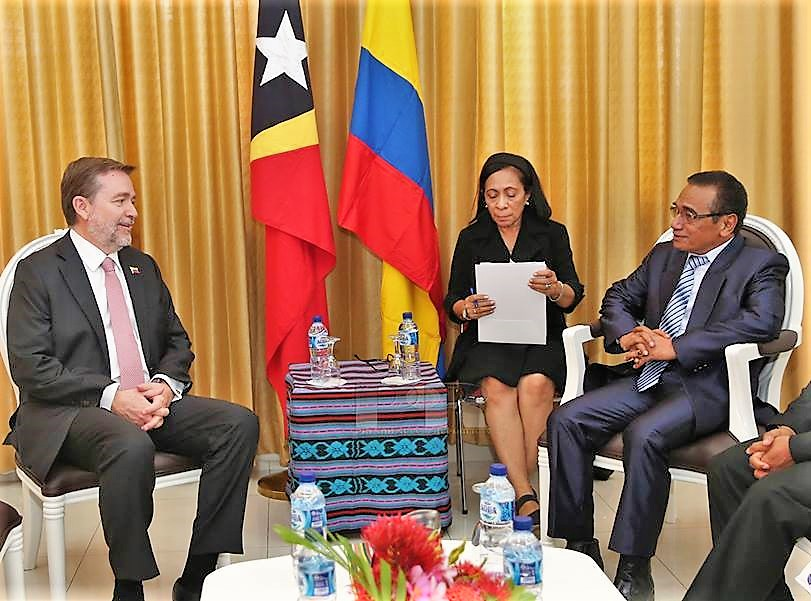
Kolumbiens Botschafter José Renato Salazar Acosta bei Osttimors Präsidenten Guterres (2017)

Der kolumbianische Botschafter im indonesischen Jakarta hat eine Zweiakkreditierung für Osttimor.
Osttimors Botschaft in Brasilien ist für Kolumbien zuständig.

## Wirtschaft
Für 2018 gibt das Statistische Amt Osttimors keine Handelsbeziehungen zwischen Kolumbien und Osttimor an.

## Einreisebestimmungen
Staatsbürger beider Staaten brauchen ein Visum für die Einreise in das jeweils andere Land.